# ダイヤルA.B.C☆E
『ダイヤルA.B.C☆E』（ダイヤル・エー・ビー・シー・イー）は、TBSラジオで2016年9月30日から2017年3月24日まで放送されていたA.B.C-Zがメインパーソナリティをつとめるトークバラエティ番組。パートナーは声優の小桜エツコ。	

## 出演

### メインパーソナリティ
- A.B.C-Z（原則として下記メンバーの中から1-2名程度が週替わりで担当。公開生・録音など、全員が参加する場合がある）
  - 橋本良亮
  - 戸塚祥太
  - 河合郁人
  - 五関晃一
  - 塚田僚一

### パートナー
- 小桜エツコ

## 放送
- 毎週金曜日 18時25分-18時50分（TOKYO JUKEBOX内）
  - インターネットラジオ「radiko」の有料会員コースである「radikoプレミアムエリアフリー」ではA.B.C-Zの所属する芸能事務所との取り決めにより当該時間帯の配信は休止されている（TBSラジオの地上波放送対象地域である関東地方では会員の有無に関わらず聴取することは可能である）。
  - また金曜日の当該時間帯がスペシャルウィーク他により放送休止となる場合でも、別の日に代替放送を行う。

## スタッフ
- プロデューサー：永野敏一、石垣富士男
- 製作：VISION+、TBSラジオ